# Monday, Monday
«Monday, Monday» es una canción escrita por John Phillips y grabada por The Mamas & the Papas para su álbum de 1966 If You Can Believe Your Eyes and Ears. Fue el único número uno del grupo en el Billboard Hot 100 estadounidense. En España fue el primer número uno que inauguró la lista de Los 40 Principales el 18 de julio de 1966.
Phillips dijo que escribió la canción rápidamente, en unos 20 minutos. Incluye un falso final, con una pausa antes de la coda de la canción, siguiendo después subiendo medio tono para repetir el estribillo hasta el final. Fue el segundo número uno consecutivo en la lista estadounidense con un falso final, después de Good Lovin' de The Young Rascals.
El 2 de marzo de 1967, The Mamas & the Papas ganaron un Premio Grammy a la mejor interpretación pop de un dúo o grupo vocal por esta canción.

## Lista de canciones
Vinilo de 7"
1. «Monday, Monday» (Phillips) — 3:27
2. «Got a Feelin'» (Doherty, Phillips) — 2:44

## Versiones
- Petula Clark en su álbum I Couldn't Live Without Your Love (1966)
- The Beau Brummels en su álbum Beau Brummels '66 (1966)
- Neil Diamond en The Feel of Neil Diamond (1966)
- Jay and the Americans en su álbum Livin Above Your Head (1966)
- Sérgio Mendes en su álbum instrumental The Great Arrival (1966)
- Marianne Faithfull en Faithfull Forever... (1966)
- Herb Alpert and the Tijuana Brass en su álbum The Beat of the Brass (1968)
- Ed Ames en el álbum Who Will Answer? and Other Songs of our Time (1968)
- The Cowsills en The Johnny Cash Show
- The 5th Dimension en su álbum The 5th Dimension/Live!! (1971)
- Dionne Warwick en Only Love Can Break A Heart (grabación inédita con anterioridad) (1977)
- The Adventures en Lions and Tigers and Bears (1993)
- Hear'Say en Popstars (2001)
- Wilson Phillips en el álbum, California (2004) y una versión a capela en sencillo el mismo año
- Matthew Sweet y Susanna Hoffs en su álbum Under the Covers, Vol. 1 (2006)